# مجزرة منشار تكساس (فلم 1974)
مجزرة منشار تكساس (بالإنجليزية: The Texas Chain Saw Massacre) فيلم رعب أمريكي مستقل صدر عام 1974، أنتج وشارك في تأليفه وإخراجه توبي هوبر، الذي شارك في كتابته مع كيم هينكل. الفيلم من بطولة مارلين بورنس، وبول بارتين، وإدوين نيل، وجيم سيدو، وغونار هانسن. تدور أحداث الفيلم حول مجموعة من الأصدقاء الذين يقعون ضحية لعائلة من آكلي لحوم البشر أثناء توجههم لزيارة مزرعة قديمة.

## روابط خارجية
- الموقع الرسمي
- مقالات تستعمل روابط فنية بلا صلة مع ويكي بيانات